# Mudakama
Mudakama är ett periodiskt vattendrag i Burundi.   Det ligger i provinsen Kirundo, i den norra delen av landet, 150 kilometer nordost om huvudstaden Bujumbura.
Omgivningarna runt Mudakama är en mosaik av jordbruksmark och naturlig växtlighet. Runt Mudakama är det ganska tätbefolkat, med 230 invånare per kvadratkilometer.